# Terremoto de Copiapó de 1819
El terremoto de Copiapó de 1819 fue un sismo ocurrido a las 23:00 (hora local) del 11 de abril de 1819. Tuvo una magnitud de 8,5 ML o 8,3 Ms, y el epicentro del terremoto se ubicó aproximadamente a 67 kilómetros al noroeste de Caldera.

## Sismos premonitores
El 3 de abril de 1819, entre las 8:00 y las 10:00 de la mañana, un fuerte sismo sacudió Copiapó.
Al día siguiente, a las 16:00 del 4 de abril, un sismo aún más violento de magnitud 7,0 ML hizo colapsar el techo de una iglesia.
La serie de sismos precursores continuó durante toda la semana, hasta el 11 de abril, cuando se produjo el terremoto principal.
De acuerdo al historiador Carlos María Sayago, el primer sismo hizo estremecer muchas casas y algunas líneas de tapias se vinieron al suelo, y los habitantes de Copiapó salieron despavoridos a calles, plazas y patios. El segundo movimiento ocurrido al día siguiente a las cuatro de la tarde fue más intenso que el del día anterior, aumentando el nivel de los escombros en las calles y el temor de la gente.

## Terremoto y maremoto
A las 23:00 del 11 de abril de 1819, ocurrió el terremoto mayor, de magnitud 8,5 ML en el mar frente a Caldera. El sismo duró aproximadamente siete minutos y destruyó, casi por completo, la ciudad de Copiapó. La ruptura aproximada del terremoto fue de unos 350 kilómetros.
De acuerdo a Sayago el tercer movimiento se produjo el día 11 a las 11 a. m., y habría provocado la destrucción de la iglesia parroquial y otros templos de la ciudad, además de la cárcel y la casa municipal. Esto provocó que la población se refugiara en carpas que se establecen en las faldas de los cerros Cahanchoquin y Rosario. No hay constancia de pérdida de vidas en Copiapó ni al interior del valle. Durante ese mismo mes se celebró un cabildo para analizar el traslado de la ciudad, sin embargo deciden iniciar un proceso de reconstrucción.
El escritor José Joaquín Vallejo quien relata que la ciudad estaba completamente destruida y casi abandonada, en los primeros días de mayo de 1819 relata la migración de varias familias de Copiapó al valle del Huasco y a La Serena.
En Caldera se registró un maremoto con olas de hasta cuatro metros de altura. El tsunami llegó a todas las costas en un radio de 800 kilómetros, y a Hawái.
Las réplicas del terremoto duraron aproximadamente seis meses.